# Gus Black
Gus Black (ehemals Gus, bürgerlich: Anthony Penaloza) ist ein US-amerikanischer Singer-Songwriter/Produzent und Video-Regisseur aus Los Angeles.
Nach der Veröffentlichung des Debütalbums spielte er im Vorprogramm von Oasis, Pearl Jam und Sheryl Crow. Das dritte und vierte Album  wird von Wally Gagel produziert. Autumn Days gehörte 2006 zu den Top 10 der „Best Indie Singer/Songwriter“ in iTunes. Seine Songs erscheinen bei US-amerikanischen Serien wie Grey’s Anatomy und Californication.

## Diskografie
- Gus (1996)
- Word of Mouth Parade (1999)
- Uncivilized Love (2003, India[3]/Rough Trade)
- Autumn Days (2006, India/Rough Trade)
- Today Is Not the Day to Fuck with... (2008, India/Rough Trade)
- The Day I Realized (2011, India/Rough Trade)
- Split the Moon [Live At Lido] (2012, India Records)

## Regie
- 2013: Echosmith – Cool Kids (Musikvideo)